# Endaf Emlyn
Endaf Emlyn ((nascut el 31 de juliol de 1944) és un músic i director de cinema i televisió de gal·lès.

## Primers anys
Emlyn va néixer a Bangor, Caernarfonshire, Gal·les. Va ser criat a Pwllheli i va tocar el violí a la Jove Orquestra Nacional de Gal·les al costat de Karl Jenkins i John Cale.

## Carrera
Emlyn es va formar inicialment com a professor, però poc després va decidir seguir una carrera als mitjans de comunicació. Després de la fundació de Harlech Television el maig de 1968, es va convertir en un dels quatre primers locutors de la franquícia com a presentador del programa de preguntes Up to Date. També va treballar com a guionista, però va tenir una carrera simultània com a músic.

### Música
Emlyn ha estat produint música des de principis dels anys 60. Està signat amb l'empresa editorial de Tony Hatch, M&M Music.
El 1971, va llançar el seu primer senzill "Paper Chains / Madryn" amb el segell Parlophone. Enregistrat a EMI Studios, la cara A va ser nomenada Registre de la setmana després de ser llançada per Tony Blackburn a BBC Radio 1. Van seguir dos senzills més per a Parlophone: "Goodbye "Cherry Lill" / All Of My Life" (1972) i"Starshine / Where Were You?" (1973).
El seu primer àlbum, Hiraeth (1972), que combinava interpretacions de cançons populars antigues i cançons líriques originals, es va publicar el 1973. Va ser el seu únic llançament al segell en gal·lès de Carmarthenshire Recordiau'r Dryw. El segon àlbum d'Emlyn, el seu primer per a Sain, va ser Salem (1974). Descrit com el primer àlbum conceptual en llengua gal·lesa, conté cançons inspirades en Salem, la pintura de 1908 del pintor anglès Sydney Curnow Vosper que representa una escena dins de Capel Salem, una capella baptista a Pentre Gwynfryn, Gwynedd, Gal·les. L'àlbum es va gravar a la cuina d'Emlyn en una cinta de quatre pistes. El seu tercer àlbum Syrffio Mewn Cariad (1976) va ser un altre àlbum conceptual amb cançons sobre el mar, mentre que el seu quart àlbum Dawnsionara (1981) va debutar "un so sofisticat de funk rock" i inclou Pino Palladino.
El primer grup del qual va ser membre va ser Yr Eiddoch Yn Gywir (Atentament) amb Hywel Gwynfryn i Derek Boote. Va passar a ser membre de la banda Injaroc el 1977, i més tard un supergrup de curta durada anomenat Jîp, que incloïa alguns antics membres de 'Brân'.
El 1974 va compondre la música d'obertura de la telenovel·la en gal·lès de la BBC, Pobol y Cwm, i des de llavors el tema s'ha utilitzat de diverses formes.

### Televisió i cinema
Va començar la seva carrera televisiva com a guionista i editor amb HTV, i després com a presentador d'alguns dels primers programes de pop en gal·lès, a més de treballar entre bastidors com a director de planta. A finals de la dècada de 1970 va ser productor del programa musical de HTV Wales Sgrech.
El 1983 va començar a fer-se un nom com a director, estrenant el documental Shampŵ, que va guanyar el premi Spirit of the Festival del Celtic Film and Television Festival.
La seva pel·lícula Gaucho es va estrenar l'any 1984, que va cridar l'atenció i elogis a la seva feina com a director. Va establir una companyia de cinema i televisió a la dècada de 1990, també anomenada Gaucho, en referència al seu llançament anterior.
El maig de 2017 va rebre el Premi a la Carrera John Hefin al Carmarthen Bay Film Festival.

## Gravacions
- Hiraeth ("Enyorança", 1974)
- Salem (1974)
- "Syrffio Mewn Cariad" ("Surfejant enamorat", 1976)
- Halen Y Ddaear (1977) ("Sal de la terra", amb la banda Injaroc)
- Dawnsionara (1981)
- Barod Am Roc 1 ("A punt pel gra", 1984)
- Dilyn Y Graen (2003) ("Seguint el gra", recopilació)
- Deuwedd ("Dos cops", 2009)

## Filmografia
- Gaucho (1983)
- Dyn Nath Ddwyn y Nadolig (1985)
- Y Cloc (1986)
- Stormydd Awst (1988)
- Un Nos Ola Leuad (1991)
- Gadael Lenin (1992)
- Y Mapiwr (1995)
- Tair Chwaer (1997-1999)
- The Company of Strangers (1999)

## Premis
| Any  | Premi                        | Categoria                               | Treball | Resultat  |
| ---- | ---------------------------- | --------------------------------------- | ------- | --------- |
| 1983 | Celtic Media Festival        | Spirit of the Festival award            | Shampŵ  | Guanyador |
| 2017 | Carmarthen Bay Film Festival | Premi John Hefin a la Contribució Vital | N/D     | Guanyador |